# Katedra św. Muiredacha w Ballina
Katedra św. Muiredacha w Ballina (ang. St Muiredach's Cathedral, Ballina) – katedra rzymskokatolicka w Ballina. Główna świątynia diecezji Killala. Mieści się przy Cathedral Road.
Budowa świątyni rozpoczęła się w 1828, zakończyła się w 1831, konsekrowana w 1831. Reprezentuje styl neogotycki. Zaprojektowana przez architekta Dominica Maddena. Posiada wieżę.